# Пустинен дъгоцветен сцинк
Пустинните дъгоцветни сцинкове (Carlia triacantha) са вид дребни влечуги от семейство Сцинкови (Scincidae).
Разпространени са в пустините и ксеричните храстови биоми в северозападната част на Австралия. Достигат 5,3 сантиметра дължина на тялото без опашката и обикновено са кафяви до сивокавяви с по-светла коремна страна. Хранят се с различни безгръбначни.